# Parnîțke, Lohvîțea
Parnîțke (în ucraineană Парницьке) este un sat în comuna Svîrîdivka din raionul Lohvîțea, regiunea Poltava, Ucraina.

## Demografie
Componența lingvistică a localității Parnîțke
     Ucraineană (100%)
Conform recensământului din 2001, toată populația localității Parnîțke era vorbitoare de ucraineană (100%).